# Teatro Loew's Valencia
El Teatro Loew's Valencia (en inglés, Loew's Valencia Theatre) es un antiguo palacio de cine en 165-11 Jamaica Avenue en Queens, Nueva York (Estados Unidos). Construido en 1929 como uno de los Wonder Theatres de Loew, fue donado a The Tabernacle of Prayer for All People en 1977. Fue designado un hito exterior el 25 de mayo de 1999 por la Comisión de Preservación de Monumentos Históricos de la Ciudad de Nueva York.

## Fondo
Entre 1926 y 1927, el constructor Ralph Riccardo adquirió el sitio en Jamaica Avenue y Merrick Road, vendiendo la mitad del sitio a Famous Players-Lasky Corporation (Paramount), quien luego vendió la propiedad a Loew's. La construcción comenzó en junio de 1928 por Thompson-Starrett Company y terminó en diciembre de ese año. Fue diseñado por John Eberson, conocido por sus teatros atmosféricos. El interior está adornado con estilos precolombinos y coloniales españoles, y la fachada es de ladrillo y terracota al estilo español y mexicano de la época barroca. Las paredes del auditorio están adornadas con estatuas, parapetos y torres, dispuestas asimétricamente mientras que el techo permanece sin adornos.
El teatro tiene capacidad para 3500 personas y fue el primero de los cinco Loew's Wonder Theatres, inaugurado el 12 de enero de 1929, con Monte Blue y Raquel Torres en Sombras blancas en los mares del sur más y un espectáculo de vodevil. Junto con los otros Wonder Theatres, estaba equipado con un órgano 'Wonder' de Robert Morton de 4 manuales y 23 rangos. Rápidamente se convirtió en una atracción cinematográfica no solo en Jamaica, sino también en Queens y en toda el área metropolitana de Long Island. En 1977 fue donado al Tabernáculo de Oración, que lo restauró. El órgano se trasladó al Teatro Balboa en San Diego, donde fue restaurado y puesto de nuevo en funcionamiento en 2009.